# Openbare verkoop

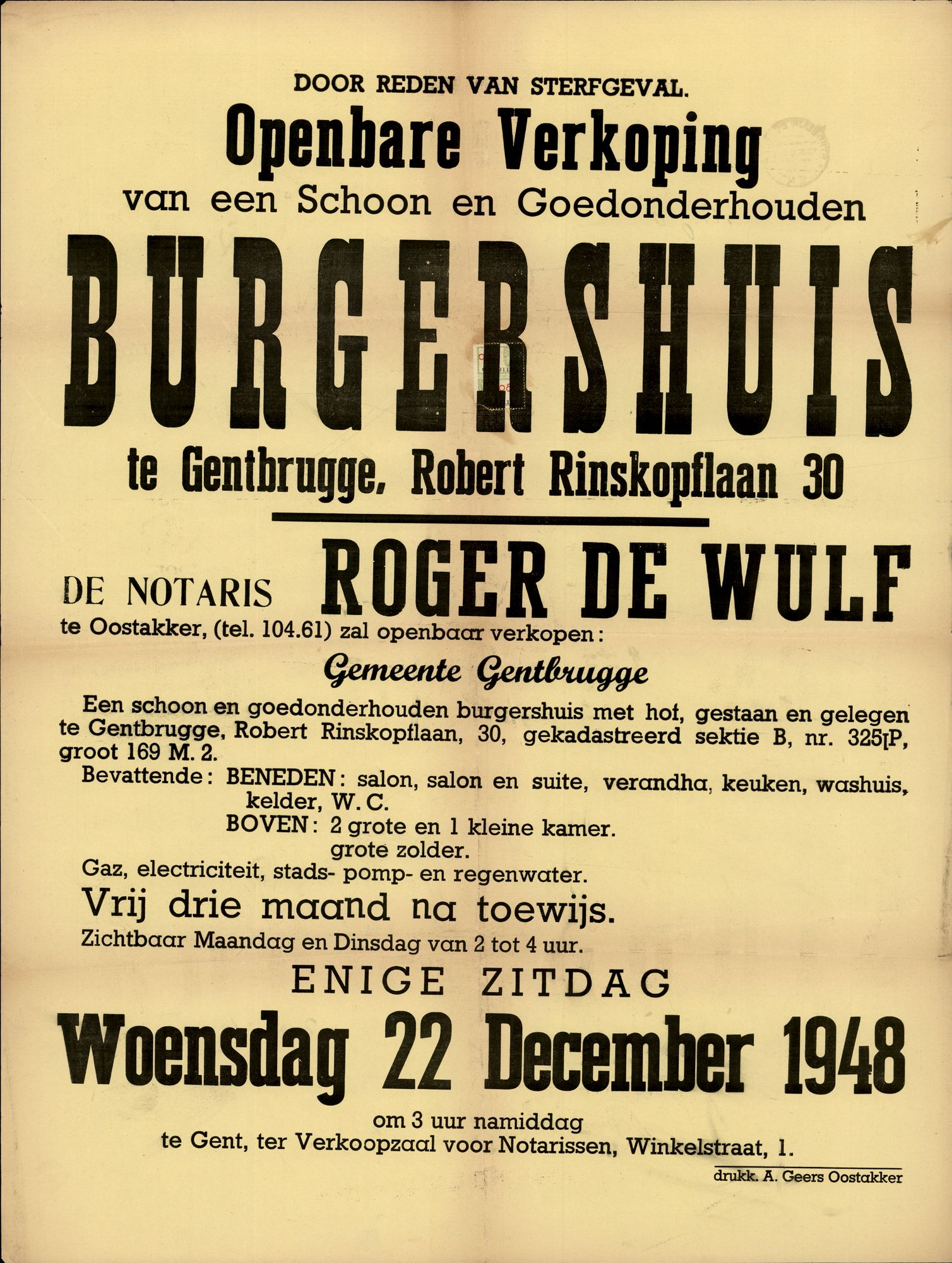
Openbare verkoop burgershuis te Gentbrugge, Robert Rinskopflaan, nr. 30, Gent, 22 december 1948.

De openbare verkoop van goederen houdt in dat men een goed te koop aanbiedt op een publiek forum. Dat kan zowel met onroerende en roerende goederen.
Bij roerende goederen wordt daarvoor nogal eens de term "veiling" gebruikt. Mensen komen samen op een plaats waar de aanwezigen "bij opbod" bieden en het goed toegewezen wordt aan de hoogste -of laatste- bieder.
Bij de verkoop van onroerende goederen zijn er voornamelijk 2 mogelijkheden:
- Een vrijwillige verkoop
- een gedwongen of gerechtelijke verkoop, in Nederland gebeurt een openbare verkoop voornamelijk in de context van een gedwongen verkoop

Een verkoper biedt zijn huis, of grond, te koop aan. Door publiciteit wordt dag, uur en plaats meegedeeld. Als de behaalde prijs voor de verkoper onvoldoende is dan kan hij de mogelijkheid openlaten van "hoger bod". Dan kan iedereen, binnen een bepaalde periode, bij de notaris, een hoger bod doen, begrensd door een minimum en maximum. Dit hoger bod moet wel gebeuren via een gerechtsdeurwaarder. Op een tweede dag wordt dan een definitieve verkoop gehouden, ook per opbod.
Sinds 2011 is dit systeem de algemene regel in België. Vroeger bestonden verschillende systemen, verschillend van regio tot regio.
- De persoon die de eerste dag het hoogste bod deed krijgt een % van zijn hoogste bod.
- Het "verdieren", waarbij de hoogste bieder van de eerste dag zijn prijs met verdieren kan opdrijven, en in sommige regio's kon ook dat in de tussenperiode tussen de twee dagen. Als het goed uiteindelijk aan een andere persoon wordt verkocht, dan krijgt de verdierenzetter (weleens verdierenpikker genoemd) als premie het bedrag dat hij gesteld heeft, maar de verkoopprijs is door het verdierenzetten ook met het 5- of 10-voudige (afhankelijk van de streek) verhoogd.
- De verkoop met kaarsjes of wiekjes. De notaris heeft voor hem een reeks kleine kaarsjes staan en steekt er een aan bij een bod. Indien de vlam dooft voor er een hoger bod komt is de verkoop gesloten.

Een bijzondere openbare verkoop is de executoriale verkoop. Als een onroerend goed verkocht wordt, dat eigendom is van een minderjarige, of iemand die niet meer handelingsbekwaam is wegens mentale handicap, ziekte of ongeval, dan zal dergelijke verkoop gebeuren in aanwezigheid van de Vrederechter.
Ook kan een verkoop gedwongen worden omdat de eigenaar bv. zijn schulden niet nakomt, dan gebeurt de verkoop met tussenkomst van de rechter en indien nodig zonder tussenkomst van de eigenaar-schuldenaar.